# Mortoniella
Mortoniella is een geslacht van schietmotten uit de familie Glossosomatidae.

## Soorten
- M. aequalis (OS Flint, 1963)
- M. akantha RJ Blahnik & RW Holzenthal, 2008
- M. albolineata Ulmer, 1907
- M. anakantha RJ Blahnik & RW Holzenthal, 2008
- M. angulata OS Flint, 1963
- M. apiculata OS Flint, 1963
- M. argentinica OS Flint, 1974
- M. aries (OS Flint, 1963)
- M. armata (S Jacquemart, 1963)
- M. atenuata (OS Flint, 1963)
- M. aviceps RJ Blahnik & RW Holzenthal, 2008
- M. bifurcata J Sykora, 1999
- M. bilineata Ulmer, 1906
- M. bolivica (F Schmid, 1958)
- M. brachyrhachos RJ Blahnik & RW Holzenthal, 2008
- M. buenoi RJ Blahnik & RW Holzenthal, 2008
- M. carinula RJ Blahnik & RW Holzenthal, 2008
- M. catarinensis (OS Flint, 1974)
- M. caudicula RJ Blahnik & RW Holzenthal, 2008
- M. collegarum (PA Rueda Martin & FM Gibon, 2008)
- M. chicana J Sykora, 1999
- M. denticulata J Sykora, 1999
- M. eduardoi (PA Rueda Martin & FM Gibon, 2008)
- M. elongata (OS Flint, 1963)
- M. enchrysa OS Flint, 1991
- M. falcicula RJ Blahnik & RW Holzenthal, 2008
- M. flinti J Sykora, 1999
- M. florica (OS Flint, 1974)
- M. foersteri (F Schmid, 1964)
- M. guairica (OS Flint, 1974)
- M. hodgesi OS Flint, 1963
- M. iridescens OS Flint, 1991
- M. leei (OS Flint, 1974)
- M. leroda (Mosely, 1937)
- M. limona (OS Flint, 1981)
- M. macarenica (OS Flint, 1974)
- M. macuta (L Botosaneanu, 1998)
- M. marini (PA Rueda Martin & FM Gibon, 2008)
- M. meralda (Mosely, 1954)
- M. mexicana RJ Blahnik & RW Holzenthal, 2008

- M. munozi RJ Blahnik & RW Holzenthal, 2008
- M. opinionis RJ Blahnik & RW Holzenthal, 2008
- M. ormina (Mosely, 1939)
- M. pacuara (OS Flint, 1974)
- M. panamensis RJ Blahnik & RW Holzenthal, 2008
- M. papillata RJ Blahnik & RW Holzenthal, 2008
- M. paraenchrysa J Sykora, 1999
- M. paralineata J Sykora, 1999
- M. pectinella RJ Blahnik & RW Holzenthal, 2008
- M. pocita (OS Flint, 1983)
- M. propinqua RJ Blahnik & RW Holzenthal, 2008
- M. punensis (OS Flint, 1983)
- M. quinuas PP Harper & P Turcotte, 1985
- M. rancura (Mosely, 1954)
- M. redunca RJ Blahnik & RW Holzenthal, 2008
- M. rodmani RJ Blahnik & RW Holzenthal, 2008
- M. roldani OS Flint, 1991
- M. rovira (OS Flint, 1974)
- M. santiaga J Sykora, 1999
- M. sicula RJ Blahnik & RW Holzenthal, 2008
- M. similis J Sykora, 1999
- M. simla (OS Flint, 1974)
- M. spinulata (OS Flint, 1991)
- M. squamata J Sykora, 1999
- M. stilula RJ Blahnik & RW Holzenthal, 2008
- M. tapanti RJ Blahnik & RW Holzenthal, 2008
- M. taurina RJ Blahnik & RW Holzenthal, 2008
- M. teutona (Mosely, 1939)
- M. tranquilla AV Martynov, 1912
- M. umbonata RJ Blahnik & RW Holzenthal, 2008
- M. unilineata J Sykora, 1999
- M. unota (Mosely, 1939)
- M. usseglioi (PA Rueda Martin & FM Gibon, 2008)
- M. velasquezi (OS Flint, 1991)
- M. wygodzinskii (F Schmid, 1958)